# Sven Rabe
Sven Erik Herman Rabe, född 2 maj 1902 i Ransäters församling i Värmlands län, död 1 januari 1975 i Athen i Grekland,, var en svensk journalist.
Efter avlagd studentexamen i Linköping läste Rabe vid Uppsala universitet, där han blev filosofie kandidat 1924, varpå han studerade vid Åbo Akademi 1926–1928. Han blev annonschef vid Hufvudstadsbladet i Helsingfors 1928, direktör vid Annonsbyrån SEK 1940 och var reklamchef vid Sveriges Köpmannaförbund 1945–1959. Rabe var därefter journalist för bland andra Dagens Nyheter och Hufvudstadsbladet i Athen från 1960. Han var författare till turisthandboken Rhodos (1964).
Rabe var fänrik i Finska vinterkriget 1939–1940 och löjtnant 1941–1942. Han var sekreterare i Samfundet Sverige-Finland samt Förbundet för Sverige-Finland-frivilliga till 1960.
Rabe var riddare av Finländska Lejonordens 1 klass (RFinlLO1kl), hade Finska minnesmedaljen Pro benignitate humana (FMMpbh) och två finska krigsminnesmedaljer (2FMM). Han hade också utmärkelser från bland annat Finländska Frihetskorset (FFrK4klmsv oekl), Skyddskåren (SkyddskftjKJ), Svenska Frivilligkåren (SvFrivK) och LapplK.
Sven Rabe var son till metodistpastor Herman Rabe och Annie Bergroth samt bror till Harald Rabe. Han gifte sig 1931 med Ruth Grönlöf (1904–1934) och fick med henne dottern Ruth Rabe (1934–1992), som blev TV-producent och mor till Annina Rabe. Därefter följde ett kortare äktenskap med tandläkaren Tuulikki Kaikuvuori (1911–2004). Makarna skildes 1948.